# Jeanne Barseghian
Pour les articles homonymes, voir Barseghian.
Jeanne Barseghian (/baʁ.se.ɡjɑ̃/), née le 6 décembre 1980 à Suresnes, est une femme politique française. Membre du parti Les Écologistes (ex-EELV) depuis 2013, elle est élue en 2014 au conseil municipal de Strasbourg et au conseil de l'Eurométropole de Strasbourg où elle est déléguée à l'économie sociale et solidaire. Elle est élue maire de Strasbourg à la suite de la victoire de la liste EELV qu'elle conduit lors des élections municipales de 2020.

## Biographie

### Origines familiales
Née en 1980 de parents juristes, dont un père avocat, elle a une famille maternelle originaire de Gennes-sur-Seiche, en Ille-et-Vilaine[réf. nécessaire], et une famille paternelle appartenant à la communauté des Arméniens de Turquie. De ce côté, son arrière-grand-père en ligne masculine, Sarkis Barseghian, est l'un des premiers à être arrêté le 24 avril 1915, lors de la rafle des intellectuels arméniens de Constantinople, qui marque le début du génocide arménien ; il est déporté puis tué,. Et son arrière-grand-mère épouse de celui-ci, l'écrivaine Berdjouhi Barseghian (1889-1940), députée de la République démocratique d'Arménie, s'installe en France vers 1924 après plusieurs années d'exil, avec son fils, Armen Barseghian (1914-2003), alors âgé de 10 ans,, grand-père paternel de Jeanne.

### Études
Jeanne Barseghian est diplômée en droit à l'Université Paris-Nanterre, avec une spécialisation en droit franco-allemand puis en droit de l'environnement obtenue à l'Université Robert Schuman à Strasbourg. Elle a également une formation d'éco-conseillère, obtenue à l’Institut ECO Conseil à Strasbourg.

### Carrière professionnelle
Jeanne Barseghian s'installe à Strasbourg en 2002 pour se spécialiser en droit de l'environnement. Durant ses études à Strasbourg, elle est vendeuse au marché de Noël et organise des sorties scolaires au Musée Zoologique.
Après ses études, elle conseille les entreprises, collectivités et associations sur les enjeux économiques, sociaux et environnementaux pendant plusieurs années. Elle travaille notamment pour le Conseil régional d'Alsace au développement du tourisme durable autour du Rhin.
En 2012, elle rejoint à nouveau le Conseil régional d'Alsace, en travaillant pour le groupe des élus écologistes, notamment sur le Conseil unique d'Alsace ou l'avenir du territoire de Fessenheim. Elle continue ses activités de conseil, en travaillant notamment dans la santé, sur la transition écologique de plusieurs hôpitaux.

### Vie personnelle
Jeanne Barseghian a un compagnon de nationalité allemande, qui travaille à Fribourg-en-Brisgau. Elle réside dans le quartier de Neudorf. Magazine Décideurs relève après son élection comme maire qu'elle « met très peu en avant son intimité, que ce soit dans les réunions publiques et sur les réseaux sociaux où ses comptes Twitter et Facebook officiels sont pour le moment très peu cultivés », contrairement à ses principaux concurrents lors des municipales.

## Engagements politiques

### Investissements associatifs pour l'écologie
Elle s’engage en 2002 au sein du milieu associatif, à Alsace Nature et au Groupement d’études et de protection des mammifères d’Alsace (GEPMA),.

### Engagement en faveur de l'Arménie
En 2009, à l'orée de la trentaine, Jeanne Barseghian ressent le besoin de retrouver ses racines arméniennes. Elle s'engage dans plusieurs projets de coopération avec l’Arménie, dans le domaine de l’écotourisme, de la gestion des déchets et des enjeux socioculturels. Elle crée à Strasbourg une antenne de l’association Sevak, du nom du poète arménien Parouir Sévak, et travaille pendant deux ans pour cette association. Pendant cette période, elle apprend la langue arménienne et s’imprègne de cette culture. En 2016, elle participe également au tournage d’un documentaire d’Arte, Voyage en Anatolie.

### Débuts politiques
Elle adhère à Europe Ecologie – Les Verts en 2013, pendant la campagne des municipales à Strasbourg. Elle est nommée responsable du programme politique de la campagne et figure en 4e position sur la liste. En 2015, elle deviendra à nouveau co-responsable du programme de Sandrine Bélier, candidate à la présidence de la Région Grand Est.
Lors des élections municipales de 2014 à Strasbourg, elle figure en quatrième position sur la liste menée par Alain Jund. Elle est élue conseillère à la Mairie de Strasbourg et à l'Eurométropole de Strasbourg. Elle est nommée coprésidente du groupe écologiste à la Ville de Strasbourg et devient déléguée à l'Économie sociale et solidaire et à la réduction des déchets jusqu'en 2018.

### Élections municipales de 2020
En octobre 2019, elle est désignée tête de liste aux élections municipales de 2020 à Strasbourg par une « Assemblée citoyenne », sur les conseils d’Alain Jund, figure locale d'EELV. Sa liste « Strasbourg écologiste et citoyenne » est soutenue par des partis politiques de gauche, dont Europe Écologie Les Verts. La campagne s'illustre notamment par une affiche « Jeanne Barseghian, Un nouvel espoir » inspirée de la Princesse Leïa, lors de la sortie du dernier Star Wars. Sa liste comporte notamment de nombreux militants antiracistes, des élus PCF dont Hulliya Turan, secrétaire départementale du parti dans le Bas-Rhin, ainsi que Caroline Zorn, présidente de la section strasbourgeoise du Syndicat des avocats de France ou encore Alexandre Feltz, adjoint au maire dans la majorité sortante.
Avant le premier tour, des sondages, font de Jeanne Barseghian et Alain Fontanel les principaux concurrents, donnés au coude à coude.
Sa liste arrive en tête au premier tour, le 15 mars 2020, avec 27,87 % des suffrages exprimés. Son score est supérieur de 8 à 10 points à ceux de ses principaux concurrents : Alain Fontanel (La République en Marche : 19,86 %), Catherine Trautmann (Parti socialiste : 19,77 %) et Jean-Philippe Vetter (Les Républicains : 18,26 %). Le confinement mis en place par le gouvernement dans le cadre de la pandémie de coronavirus de 2019-2020 entraîne le report du second tour.
Au second tour, le 28 juin 2020, Jeanne Barseghian est opposée à Alain Fontanel (La République en Marche, Les Républicains) et à Catherine Trautmann (Parti Socialiste). La fusion de la liste de Jean-Philippe Vetter (Les Républicains) avec celle d'Alain Fontanel fait que celle-ci apparaît arithmétiquement comme la favorite du second tour, dès lors que les négociations pour une fusion des listes de Jeanne Barseghian et de Catherine Trautmann ont échoué. La liste de Jeanne Barseghian remporte l'élection avec 41,70 % des voix.
Elle est élue maire de Strasbourg le 4 juillet 2020. Elle devient la première maire écologiste de Strasbourg et la première maire de la ville à n'avoir aucune ascendance alsacienne. Le groupe de Catherine Trautmann rejoint la majorité.
Jeanne Barseghian obtient par ailleurs la première vice-présidence de l'Eurométropole de Strasbourg, chargée des relations transfrontalières, européennes et internationales, le conseil métropolitain étant présidé par Pia Imbs, maire d'Holtzheim, élue à cette fonction avec son soutien,,.

## Maire de Strasbourg

### Mesures en faveur de l'environnement

#### État d'urgence climatique
Lors de sa première prise de parole comme maire, elle déclare « l’état d’urgence » écologique et confirme des mesures sur lesquelles elle a fait campagne, telles que la déminéralisation du centre-ville, la création de parcs, de pistes cyclables, l'exclusion des véhicules diesel du centre-ville à l’horizon 2025 (une mesure prise par son prédécesseur Roland Ries), ou les aides aux associations féministes. Magazine Décideurs relève que « durant sa campagne et les jours qui ont suivi son élection, elle n’a pas hésité à rassurer les milieux économiques en confirmant notamment l’agrandissement du stade de la Meinau », et estime qu'elle « veut gouverner à la manière des Verts allemands, c’est-à-dire en mettant l’accent sur la discussion transpartisane et la collaboration avec les milieux patronaux ».

#### Plan Canopée
Le Plan Canopée consiste en la plantation de dix mille arbres pour faire bénéficier 30% du territoire de Strasbourg de leur ombre et évapotranspiration d'ici 2050 dans le cadre de la lutte contre les canicules provoquées par le changement climatique, au rythme de mille arbres plantés par an. À cela s'ajoute une déminéralisation des sols pour les végétaliser et y permettre une meilleure infiltration des eaux pluviales. Cinq millions d'euros sont consacrés à ce Plan. Jean-Philippe Vetter, opposant Les Républicains, estime que le nombre d'arbres prévus est trop faible et met en cause les projets immobiliers menés en parallèle au Neudorf, au Neuhof et à la Robertsau.

#### Création du Parc des Romains
Un parc de 5,5 hectares, dénommé Parc des Romains sera ouvert au public à partir de 2025 à Koenigshoffen. Au sein de la ville de Strasbourg, il s'agit de la première création de parc depuis plus d'une décennie.

#### Foie gras
Depuis le début de son mandat, en juillet 2020, Jeanne Barseghian décide de ne plus proposer de foie gras lors des réceptions officielles de la ville de Strasbourg, en raison des critiques relatives au gavage des oies et des canards. Cette mesure en faveur du bien-être animal est déjà appliquée à Grenoble depuis 2014 et à Lyon

### Mesures sociales

#### Fin de l'arrêt anti-mendicité
En juillet 2020, Jeanne Barseghian met fin à l'arrêt anti-mendicité mis en place par son prédécesseur, Roland Ries.

#### Baisse des indemnités de fonction
La municipalité vote la réduction de son indemnité par rapport à son prédécesseur (4 861,75 euros brut contre 6 000), ainsi que celle de son premier adjoint, au profit des autres conseillers municipaux de la majorité.

#### Hébergement des femmes victimes de violence
En automne 2020, en partenariat notamment avec l'association SOS Femmes Solidarité, qui fait partie des quatre associations à avoir remporté l'appel à projet municipal, 74 logements sont créés pour les femmes avec ou sans enfant victimes de violences intrafamiliales.

#### Hébergement d'urgence
Entre 2020 et 2023, 500 places d'hébergement d'urgence ont été créées à Strasbourg.
En 2020, 104 logements d'urgence ont été créés, dont 74 pour les femmes victimes de violences conjugales.
En outre, la nouvelle équipe municipale abandonne les poursuites de la mairie initiées sous l'ancienne mandature contre l'hôtel de la Rue, foyer autogéré pouvant héberger plus de 300 sans abris. Les habitants de l'Hôtel de la Rue sont progressivement relogés dans des logements dédiés jusqu'à la fin du squat prévue fin septembre 2021. Les 86 derniers résidents devront alors quitter les lieux.
Par ailleurs, afin de lutter contre les logements indignes et insalubres, la ville de Strasbourg met en place un permis de louer délivré après une vérification de la mise aux normes des logements concernés. Cette mesure est limitée au quartier Gare de Strasbourg.

#### Plainte contre l'État pour défaillance à mettre à l'abri les personnes à la rue
En 2022, la ville de Strasbourg porte plainte contre l'État français pour sa défaillance à garantir un logement à l'ensemble des personnes en situation de sans-abrisme, compétence relevant normalement de l'État. Maire de la ville, Jeanne Barseghian lance en parallèle un appel aux élus et associations pour qu'ils se joignent à l'action en responsabilité.

#### Refus d'appliquer la loi immigration 2023
Estimant que la loi immigration adoptée le 19 décembre 2023 par l'Assemblée nationale est contraire aux valeurs de la République, la ville de Strasbourg déclare entrer « en résistance » et refuse d'appliquer le nouveau cadre juridique.
Jeanne Barseghian relève que la tarification des transports relève du principe de libre administration des collectivités et qu'il n'appartient pas à l'État de décider l'exclusion des personnes en situation irrégulière de la tarification solidaire. En outre, elle affirme que l'interdiction faite aux personnes sans papier de bénéficier d'un hébergement d'urgence par la loi immigration est contraire à la Constitution, aux principes de liberté, égalité, fraternité et de dignité humaine. La ville s'engage à ne pas respecter cette disposition de la loi immigration en accueillant dans les centres d'hébergement d'urgence toute personne indépendamment de son origine, de son sexe ou de sa religion.

### Transports

#### Gratuité des transports en commun pour les mineurs
À partir de septembre 2021, les transports communs à Strasbourg et dans l'Eurométropole de Strasbourg sont gratuits pour les jeunes de moins de 18 ans. La mesure concerne 30 000 mineurs.

#### Création de nouvelles lignes de Bus
En 2023, trois nouvelles lignes de bus dites "Chron'hop'".
Des taxibus sont également créés afin de déposer l'usager à l'arrêt de son choix en-dehors des horaires couvertes usuellement par les bus.

#### Création de nouvelles lignes de tramway
À partir de fin 2025, la ligne F rejoindra les communes d'Eckbolsheim et de Wolfisheim à l'ouest de Strasbourg, soit une extension de 4 km avec création de 8 nouvelles stations.
D'ici 2027, une nouvelle branche s'étendra vers le nord de la ville en passant par les communes de Schiltigheim et Bischheim ainsi que par l'Avenue des Vosges qui sera désormais interdite aux véhicules. Il s'agit de l'extension la plus chère de l'histoire du tramway strasbourgeois, soit 268 millions d'euros, dépassant l'ancien record établi par l'extension vers Kehl en 2017, qui avait coûté 110 millions d'euros.
Plan Vélo
Le Plan Vélo consiste en la sécurisation et la création d'une centaine de kilomètres de pistes cyclables pour un coup total de 100 millions d'euros.  Ces pistes cyclables se développent au sein de Strasbourg et dans les villes de son agglomération.

## Controverses

### Mosquée Eyyup Sultan
Le 22 mars 2021, la majorité municipale adopte « le principe d'une subvention » de 2,5 millions d'euros afin de continuer la construction d'une mosquée lancée en 2014 sous l'ancien maire PS Roland Ries dans le quartier de la Meinau . Cette mosquée dont le budget total des travaux s'élève à 32 millions d'euros serait appelée à devenir la plus grande d'Europe  et est construite par une association turque qualifiée de « politique » en raison de sa proximité avec le pouvoir turc, la Confédération islamique Millî Görüş. La Confédération islamique Millî Görüs a refusé de signer la Charte des principes pour l'islam de France,,.
Du fait du régime spécifique des cultes en Alsace-Moselle, ce vote s'inscrit dans les pratiques municipales strasbourgeoises de financement de 10 % du coût de construction des lieux de culte, en vigueur depuis 1999, pour autant que le projet présente un intérêt local et après délibération. Le ministre de l'Intérieur, Gérald Darmanin, dénonce un soutien apporté à « une mosquée soutenue par une fédération qui a refusé de signer la charte des principes de l'islam de France et qui défend un islam politique ». La prise de position de Jeanne Barseghian en faveur d'une association proche du pouvoir turc provoque « un immense émoi » dans la communauté arménienne, d'autant qu'un arrière-grand-père de Jeanne Barseghian fut l'une des nombreuses victimes des massacres des Arméniens par l'État turc en 1915. Selon une étude de l'IFOP pour le Grand Orient de France, 81 % des Alsaciens désapprouvent cette subvention, tandis que 52 % sont favorables à l'abrogation du concordat d'Alsace-Moselle.
Dans une lettre adressée à Emmanuel Macron, Jeanne Barseghian indique n'avoir reçu « aucune alerte » de l'État quant à la nature controversée de l'association. Elle conditionne finalement l'aide municipale à la « réaffirmation claire » des principes républicains et à un plan de financement « robuste ». Il apparaît par ailleurs que les services de l'État ont plusieurs fois traité avec Millî Görüş au cours des mois précédents, avant que l'association refuse de signer la « Charte des principes pour l'islam de France ». Roland Ries, prédécesseur de Jeanne Barseghian, avait accordé le permis de construire en 2014, puis assisté à la pose de la première pierre en 2017, mais avait indiqué qu'il n'accorderait pas de subvention une fois le chantier lancé.
Le 6 avril, la préfète du Bas-Rhin saisit le tribunal administratif de la « délibération litigieuse » de la mairie. Le même jour, l'association incriminée dément lors d'une conférence de presse les accusations d'islam politique et d'allégeance à la Turquie, et indique ne pas avoir signé la charte des principes de l'islam de France en raison d'un retard des autorités. Le 8 avril, le Sénat vote un amendement au projet de loi confortant le respect des principes de la République, déposé par Gérald Darmanin, prévoyant qu'un maire voulant faciliter la construction d'un lieu de culte doit en informer le préfet trois mois avant la conclusion du bail emphytéotique ou de la garantie d'emprunt.
Le 15 avril, Jeanne Barseghian annonce que Millî Görüş a retiré sa demande de subvention et qu'elle va engager un « travail constructif » sur les procédures d'attribution de financement aux cultes. À la suite de la polémique, Jeanne Barseghian fait l'objet de menaces et injures répétées de la part de l'extrême droite. Cette situation l'amène à demander et à obtenir la protection fonctionnelle définie par l'article L 2123-35 du Code général des collectivités territoriales,.
En novembre 2022, le tribunal administratif annule la délibération allouant la subvention pour des irrégularités de forme.

### Définition de l'antisémitisme
Lors de la session du 22 mars 2021, le conseil municipal de Strasbourg, dont la maire Jeanne Barseghian, rejette une résolution en faveur de l’adoption de la définition d’antisémitisme de l’Alliance internationale pour la mémoire de l'Holocauste, au contraire de ce qu'avait décidé l'Assemblée nationale, cette réjection est critiquée par le président du Conseil représentatif des institutions juives de France, Francis Kalifat qui voit dans ce rejet l'indication que la mairie « refuse de s'attaquer à toutes les formes de l'antisémitisme »,. Le 26 mars, la Collectivité européenne d'Alsace adopte cette définition de l'antisémitisme.

## Résultats électoraux

### Élections municipales
Les résultats ci-dessous concernent uniquement les élections où elle est tête de liste.
| Année | Liste | Liste           | Commune    | 1er tour | 1er tour | 1er tour | 2d tour | 2d tour | 2d tour | Sièges obtenus | Sièges obtenus |
| Année | Liste | Liste           | Commune    | Voix     | %        | Rang     | Voix    | %       | Rang    | CM             | EMS            |
| ----- | ----- | --------------- | ---------- | -------- | -------- | -------- | ------- | ------- | ------- | -------------- | -------------- |
| 2020  |       | EELV-PCF-G·s-PP | Strasbourg | 13 532   | 27,87    | 1re      | 21 592  | 41,70   | 1re     | 47 / 65        | 35 / 49        |